# Munksundet
Munksundet är en stadsdel i södra Enköping avgränsad av Enköpingsån. Den egentliga stadsdelen Munksundet är området runt det gamla Franciskanerklostret som anlades på 1200-talet. Klostret är numera övertäckt av jord, eftersom tegelmurarna höll på att vittra sönder på 1900-talets mitt. I närheten av det övertäckta klostret finns Änkehuset, som är en av stadens bevarade äldre byggnader.
På norra sidan av klosterruinen är stadsdelen bebyggd med huvudsakligen flerbostadshus, men även ett fåtal villor. På andra sidan av klosterruinen, ned mot Enköpingsån ligger en park. Där finns också Munksundskällan, som försörjer en del av staden med vatten.
I anslutning till Munksundet finns även idrottsarenan Enavallen. I slutet av 1960-talet bebyggdes ett område med huvudsakligen åkermark vid Ullunda mellan gamla Västeråsvägen (Strängnäsvägen) och nya Västeråsvägen med villor. Detta område kallas idag Munksundet, vilket gjort stadsdelen Munksundet större.